# Neferkahor
Neferkahor var en farao i Egyptens åttonde dynasti under första mellantiden och är endast känd från Abydoslistan och från ett cylindersigill.